# Lori Lindsey
Lori Ann Lindsey  (née le 19 mars 1980 à Indianapolis, dans l'État d'Indiana) est une joueuse de soccer américaine évoluant au poste de milieu de terrain. Elle joue actuellement pour Washington Spirit dans la National Women's Soccer League. Elle est membre de l'équipe des États-Unis de soccer féminin.

## Biographie

### Carrière en club
De 1998-2001 Lori Lindsey étudie à l'Université de Virginie et joue pour les Virginia Cavaliers. Elle est la toute première joueuse à recevoir le prix Atlantic Coast Conference Player of the Year remportant le prix deux années consécutives (en 2000 et 2001). Mia Hamm est la seule autre femme à recevoir cette distinction. Lindsey terminé sixième meilleure buteuse de tous les temps de l'histoire des Virginai Cavaliers avec 33 buts et 76 points.

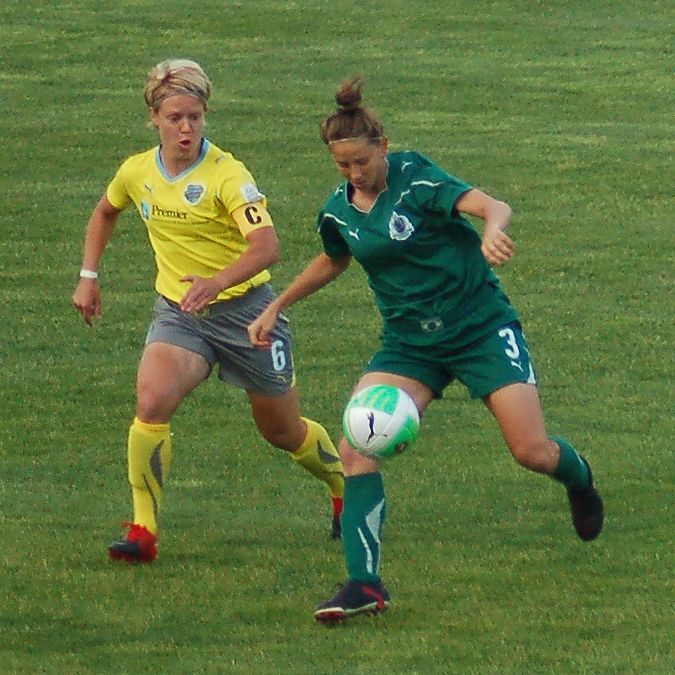
Lori Lindsey, en mai 2010

Une fois son université terminé, elle joue 20 matchs en 2002 pour San Diego Spirit et marque deux buts avec cinq passes. Échangé au Washington Freedom en 2003, elle aide le Freedom à remporter le championnat de la Women's United Soccer Association. Peu de temps après, la Women's United Soccer Association cesse ses opérations. De 2006 à 2009 elle continue à jouer pour le Washington Freedom maintenant dans la W-League et qui remporte en 2007 le championnat de la W-League. Lors de la création de la nouvelle ligue professionnelle Women's Professional Soccer, le Washington Freedom la protège et elle joue la saison inaugurale avec l'équipe. En 2010 Lindsey est l'une des joueuses repêchées par le nouveau club d'expansion Philadelphia Independence. Elle y joue deux saisons. Après la cessation des activités de la WPS, elle signe avec le Western New York Flash pour la saison 2012.
Le 11 janvier 2013, elle est mise à disposition du Washington Spirit, jouant dans la nouvelle National Women's Soccer League.

### En sélection nationale
Lindsey joue pour les États-Unis en équipe nationale U-16, U-17 et U-20. En 2005, elle joue son premier match pour l'équipe nationale des États-Unis. Sa réputation n'est pas d'être une buteuse mais une des meilleures possesseurs du ballon sur l'équipe américaine. En 2010, Lindsey est la meilleure joueuse américaine au chapitre des assistances. Elle participe à sa première Coupe du monde en 2011.
En 2012, elle a fait son coming out en tant que lesbienne lors d'une interview sur le site Autostraddle.